# Emīlija Sonka
Emīlija Sonka ou Emilia Sonka, née le 4 novembre 1939 à Kuldīga en République de Lettonie, est une coureuse cycliste soviétique.

## Biographie
En 1964, elle remporte le championnat du monde sur route à Sallanches.

## Palmarès
- 1964
  -  Championne du monde sur route
- 1968
  - 8e du championnat du monde sur route